# Clan MacNamara

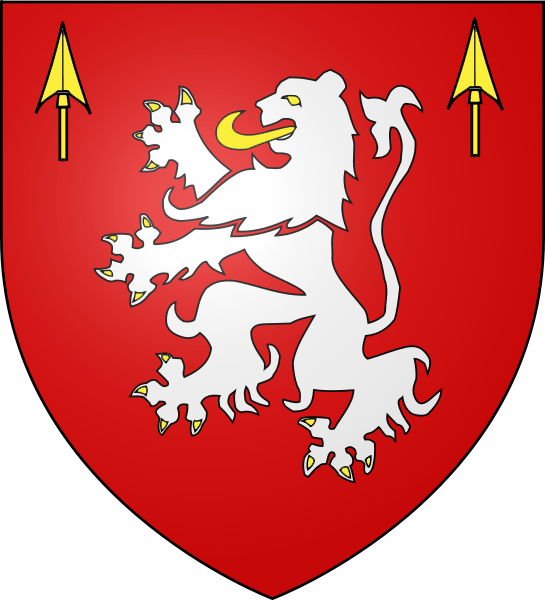
Escudo de armas del clan MacNamara.

Mac Conmara (anglicanizado como MacNamara o McNamara) es un apellido irlandés de una familia del Condado de Clare en Irlanda. La familia MacNamara formaba parte de la casa Dál gCais y después de los O'Brien era uno de las familias más poderosas del Reino de Thomond como Señores de Clancullen (un título que más tarde se separó entre este y oeste). Están emparentados con los O'Grady, descendientes de la línea Uí Caisin, también de Dál gCais.
El nombre comenzó con Cumara, jefe de Maghadhair en Clare. Cumara es una forma contraída de Conmara – sabueso del mar. Su hijo, Domhnall, que murió en 1099, adoptó el apellido Mac Conmara, o hijo de Cumara, convirtiéndose en el primer MacNamara. El nombre ha sobrevivido relativamente inalterado como MacConmara en irlandés y Mac (o Mc) Namara en inglés.

## Convenciones nominales
El nombre es una contracción  de "Mac Cú Na Mara", que significa "hijo del perro del mar".
| Varón       | Hija        | Esposa (Largo)    | Esposa (Corto) |
| ----------- | ----------- | ----------------- | -------------- |
| Mac Conmara | Nic Conmara | Bean Mhic Conmara | Mhic Conmara   |

El nombre puede ser pronunciado de diferentes maneras, siendo la más popular la del que fuera Secretario de Defensa de Estados Unidos, Robert McNamara. La gran mayoría de las personas que llevan el apellido viven en el mundo angloparlate, y han abandonado la pronunciación irlandesa del nombre, Mæknəmɛrå.

## Contexto
Eran un influyente clan en Thomond, y construyeron numerosos castillos a través de la región indicando su poder e influencia, como Knappogue Castle. Llegaron a casarse con la familia real irlandesa, convirtiéndose en señores.

## Notables
Sioda Cam MacConmara reconstruyó Quin Abbey donde se enterraron a muchos miembros de este clan.
Donnchadh Ruadh Mac Conmara (1715–1810), poeta Jacobita.
Sean Buidhe Mac Conmara (c. 1750-1836), más conocido como John "Fireball" MacNamara, es recordado por sus proezas y su estilo para el drama .